# Museo Soumaya
Museo Soumaya – muzeum sztuki mieszczące się w Meksyku w Meksyku.
Museum Soumaya prezentuje ponad 6 tys. eksponatów z wszystkich okresów historii Mezoameryki, w tym obrazy meksykańskich artystów. Posiada zbiory obrazów dzieł starych mistrzów m.in. Salvadora Dalego, Rodina, Murilla i Tintoretta czy El Greca. W muzeum eksponowana jest prywatna kolekcja sztuki meksykańskiego biznesmena Carlosa Slima. Nazwa muzeum honoruje imię zmarłej małżonki w 1999 roku, Soumaya Domit Gemayel.

## Historia
Budynek został otwarty 29 marca w 2011 roku przez prezydenta Felipe Calderóna. Ma bardzo nowoczesny design, podobny do rzeźby Rodina. Na wysokości 46 metrów pokryty jest 46 tys. sześciokątnych płytek aluminiowych, bez widocznych otworów drzwiowych i okiennych. Dach jest na wpół przezroczysty, przez co do środka wpada naturalne światło dzienne. projektantem był Fernando Romero oraz Ove Arup i Frank Gehry. Budynek kosztował 47 mln dolarów.

## Kolekcja
Zbiory muzeum podzielone są na sześć działów a każdy z nich zajmuje jedno piętro:
- dział I : wyroby ze złota i srebra, kości słoniowej o drewna; antyczne monety;
- dział II: wystawy czasowe;
- dział III: dzieła starych mistrzów europejskich z okresu baroku i renesansu;
- dział IV: impresjonizm i sztuka nowoczesna, dzieła artystów meksykańskich m.in.: Rodin, Renoir, Bourdelle, Degas, Henri Matisse, Pierre Bonnard, Francois Gall, Fritz; Klimsch, Alfred Boucher i Aristide Maillol, oraz pierwsze prace Van Gogha;
- dział V: sztuka Meksyku, zabytki kultur prehiszpańskich; prace takich autorów jak: David Alfaro, Jezus Helguera, Humberto Limon i Aurora Gil;
- dział VI: dział nazwany Julián Slim i Linda nazwany na cześć rodziców Carlosa Slima; zbiory rzeźb m.in. Augusta Rodina, Salvadora Dalego i Jean-Baptiste Carpeauxa.

## Galeria

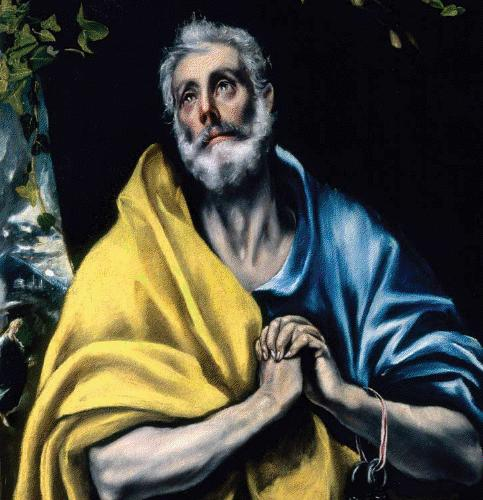
Łzy św. Piotra El Greco
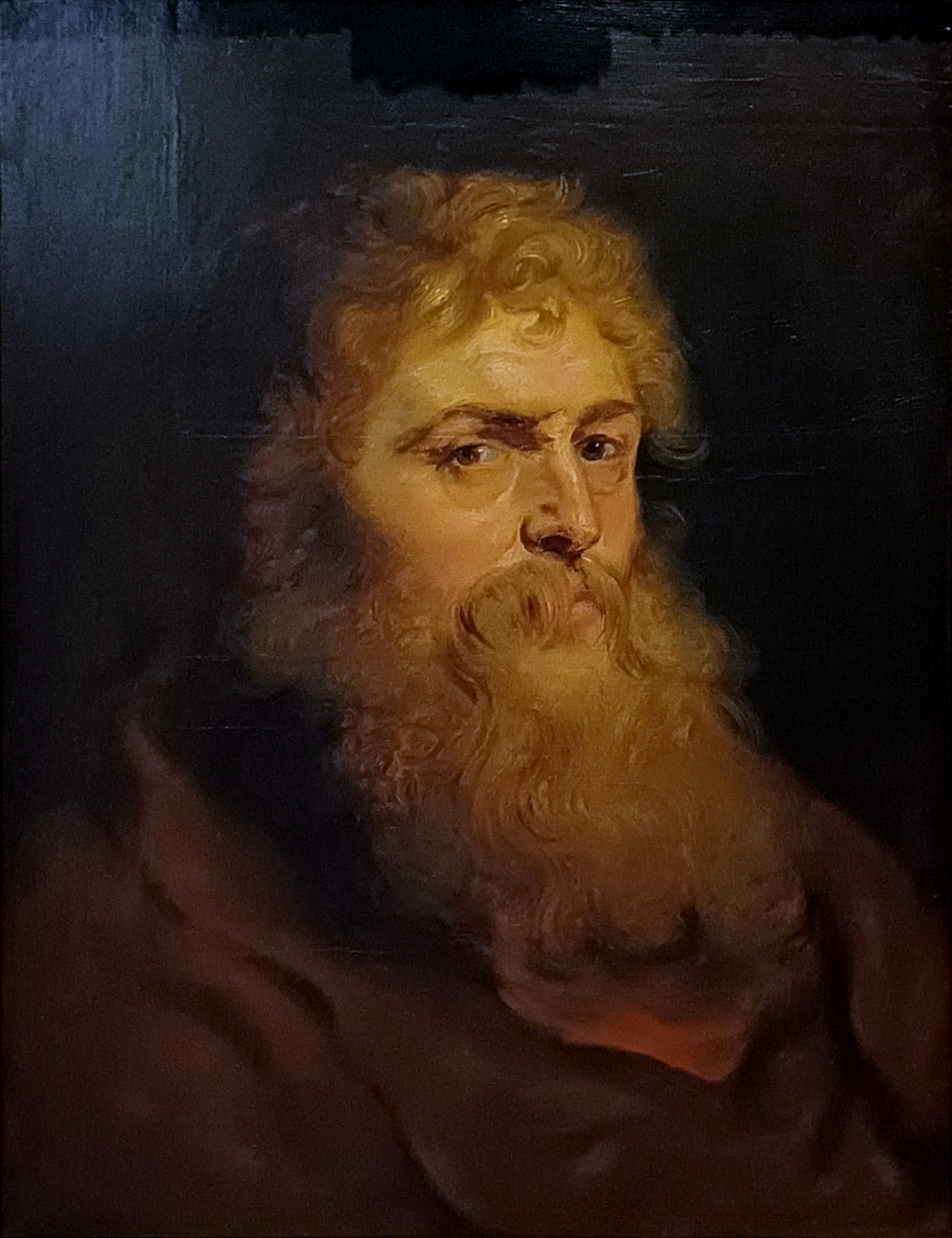
Portret mężczyzny Peter Paul Rubens
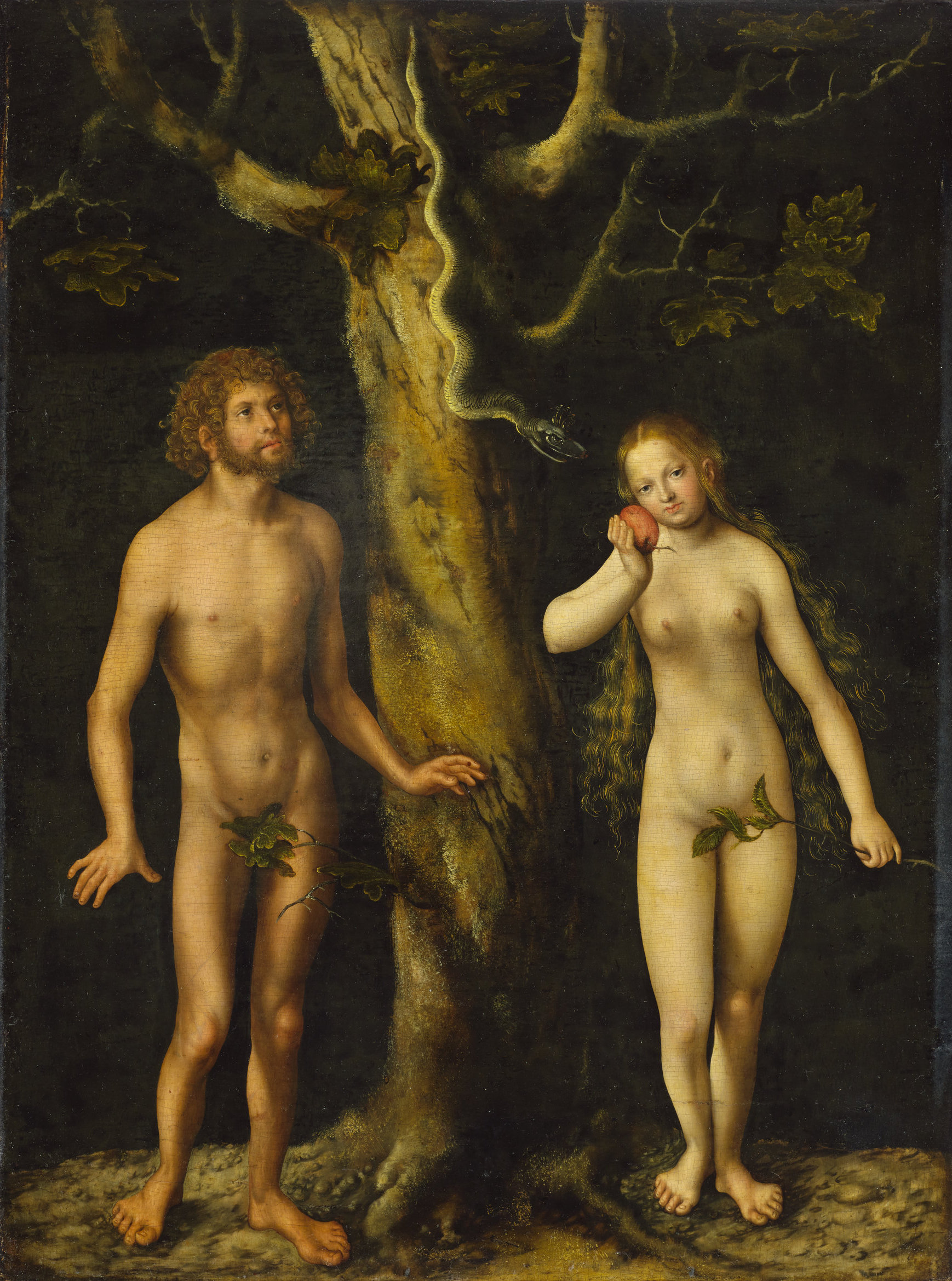
Adam i Ewa Lucas Cranach starszy
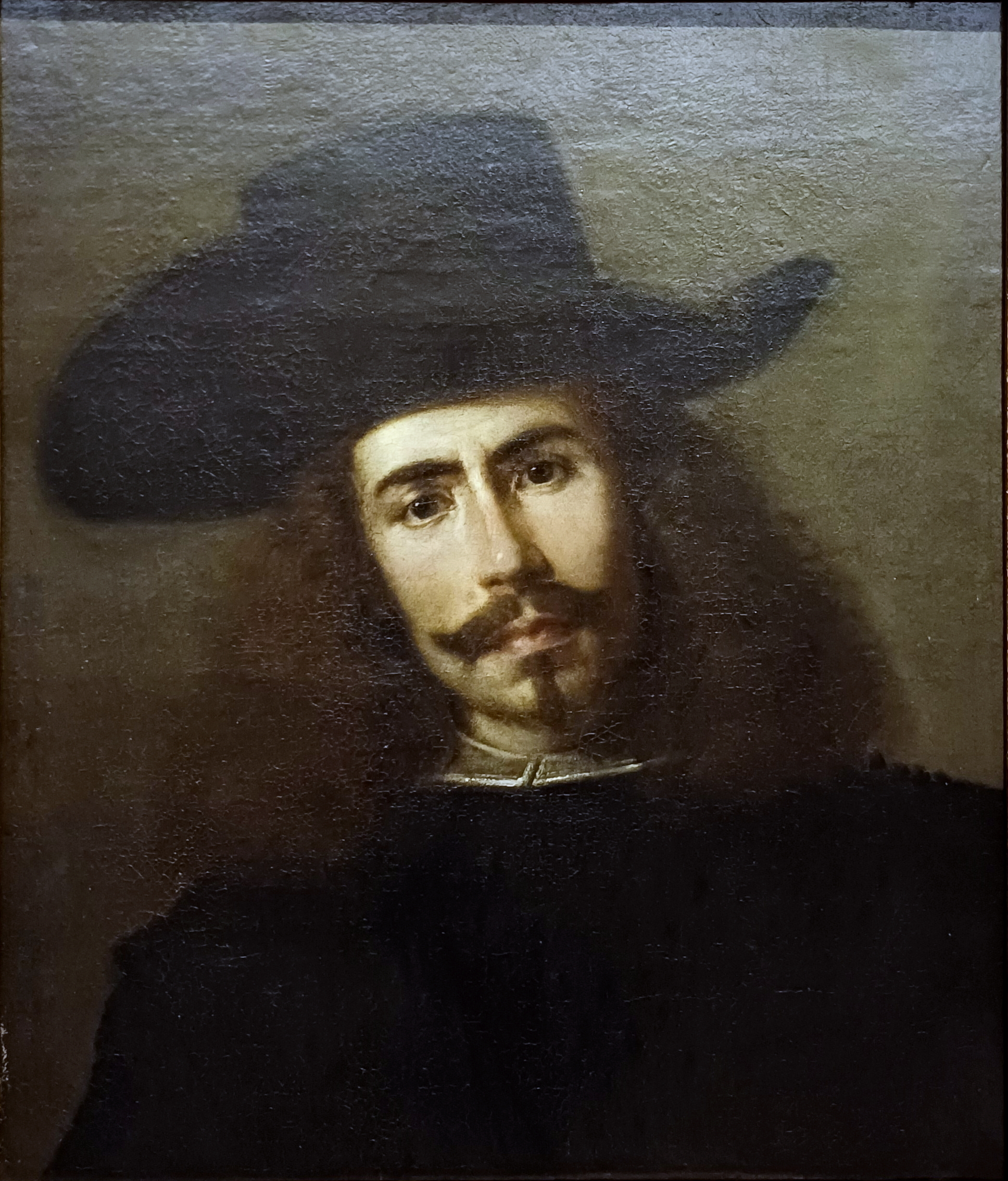
Mężczyzna w kapeluszu Bartolomé Esteban Murillo